# Gran Premio de Austria de Motociclismo de 2021
El Gran Premio de Austria de Motociclismo de 2021 (oficialmente Bitci Motorrad Grand Prix von Österreich) fue la undécima prueba del Campeonato del Mundo de Motociclismo de 2021. Tuvo lugar en el fin de semana del 13 al 15 de agosto de 2021 en el Red Bull Ring, situado en la ciudad de Spielberg, Estiria (Austria).
La carrera de MotoGP fue ganada por Brad Binder, seguido de Francesco Bagnaia y Jorge Martín. Raúl Fernández fue el ganador de la prueba de Moto2, por delante de Ai Ogura y Augusto Fernández. La carrera de Moto3 fue ganada por Sergio García, Deniz Öncü fue segundo y Dennis Foggia tercero. Lukas Tulovic fue el ganador de la carrera de MotoE seguido de Eric Granado y Dominique Aegerter.

## Resultados

### Resultados MotoGP
| Pos.    | N.º | Piloto            | Constructor | Vueltas | Tiempo    | Parrilla | Puntos |
| ------- | --- | ----------------- | ----------- | ------- | --------- | -------- | ------ |
| 1       | 33  | Brad Binder       | KTM         | 28      | 40:46.928 | 10       | 25     |
| 2       | 63  | Francesco Bagnaia | Ducati      | 28      | +9.991    | 3        | 20     |
| 3       | 89  | Jorge Martín      | Ducati      | 28      | +11.570   | 1        | 16     |
| 4       | 36  | Joan Mir          | Suzuki      | 28      | +12.623   | 7        | 13     |
| 5       | 10  | Luca Marini       | Ducati      | 28      | +14.831   | 17       | 11     |
| 6       | 27  | Iker Lecuona      | KTM         | 28      | +14.952   | 16       | 10     |
| 7       | 20  | Fabio Quartararo  | Yamaha      | 28      | +16.650   | 2        | 9      |
| 8       | 46  | Valentino Rossi   | Yamaha      | 28      | +17.150   | 18       | 8      |
| 9       | 73  | Álex Márquez      | Honda       | 28      | +17.692   | 14       | 7      |
| 10      | 41  | Aleix Espargaró   | Aprilia     | 28      | +18.270   | 8        | 6      |
| 11      | 43  | Jack Miller       | Ducati      | 28      | +25.144   | 6        | 5      |
| 12      | 9   | Danilo Petrucci   | KTM         | 28      | +25.193   | 19       | 4      |
| 13      | 30  | Takaaki Nakagami  | Honda       | 28      | +25.603   | 12       | 3      |
| 14      | 42  | Álex Rins         | Suzuki      | 28      | +30.642   | 13       | 2      |
| 15      | 93  | Marc Márquez      | Honda       | 28      | +35.459   | 5        | 1      |
| 16      | 44  | Pol Espargaró     | Honda       | 28      | +40.384   | 11       |        |
| 17      | 35  | Cal Crutchlow     | Yamaha      | 28      | +52.950   | 20       |        |
| Ret     | 88  | Miguel Oliveira   | KTM         | 22      | Caída     | 9        |        |
| Ret     | 5   | Johann Zarco      | Ducati      | 18      | Retirado  | 4        |        |
| Ret     | 23  | Enea Bastianini   | Ducati      | 6       | Retirado  | 15       |        |
| 1.      |     |                   |             |         |           |          |        |
| Fuente: |     |                   |             |         |           |          |        |

### Resultados Moto2
| Pos.    | N.º | Piloto                | Constructor | Vueltas | Tiempo    | Parrilla | Puntos |
| ------- | --- | --------------------- | ----------- | ------- | --------- | -------- | ------ |
| 1       | 25  | Raúl Fernández        | Kalex       | 25      | 37:19.890 | 2        | 25     |
| 2       | 79  | Ai Ogura              | Kalex       | 25      | +0.845    | 3        | 20     |
| 3       | 37  | Augusto Fernández     | Kalex       | 25      | +2.747    | 4        | 16     |
| 4       | 22  | Sam Lowes             | Kalex       | 25      | +4.412    | 1        | 13     |
| 5       | 35  | Somkiat Chantra       | Kalex       | 25      | +8.850    | 7        | 11     |
| 6       | 13  | Celestino Vietti      | Kalex       | 25      | +8.782    | 8        | 10     |
| 7       | 87  | Remy Gardner          | Kalex       | 25      | +13.657   | 5        | 9      |
| 8       | 44  | Arón Canet            | Boscoscuro  | 25      | +16.499   | 6        | 8      |
| 9       | 12  | Thomas Lüthi          | Kalex       | 25      | +17.108   | 10       | 7      |
| 10      | 72  | Marco Bezzecchi       | Kalex       | 25      | +19.588   | 16       | 6      |
| 11      | 96  | Jake Dixon            | Kalex       | 25      | +21.283   | 13       | 5      |
| 12      | 21  | Fabio Di Giannantonio | Kalex       | 25      | +21.703   | 15       | 4      |
| 13      | 14  | Tony Arbolino         | Kalex       | 25      | +21.866   | 23       | 3      |
| 14      | 97  | Xavi Vierge           | Kalex       | 25      | +27.146   | 20       | 2      |
| 15      | 40  | Héctor Garzó          | Kalex       | 25      | +29.128   | 22       | 1      |
| 16      | 16  | Joe Roberts           | Kalex       | 25      | +33.058   | 21       |        |
| 17      | 64  | Bo Bendsneyder        | Kalex       | 25      | +38.235   | 26       |        |
| 18      | 55  | Hafizh Syahrin        | NTS         | 25      | +38.357   | 24       |        |
| 19      | 24  | Simone Corsi          | MV Agusta   | 25      | +38.643   | 27       |        |
| 20      | 6   | Cameron Beaubier      | Kalex       | 25      | +44.344   | 25       |        |
| 21      | 29  | Taiga Hada            | Kalex       | 25      | +46.490   | 30       |        |
| 22      | 11  | Nicolò Bulega         | Kalex       | 25      | +47.560   | 18       |        |
| 23      | 23  | Marcel Schrötter      | Kalex       | 25      | +1:05.584 | 11       |        |
| 24      | 62  | Stefano Manzi         | Kalex       | 25      | +1:09.436 | 17       |        |
| Ret     | 5   | Yari Montella         | Boscoscuro  | 15      | Caída     | 28       |        |
| Ret     | 42  | Marcos Ramírez        | Kalex       | 13      | Caída     | 12       |        |
| Ret     | 70  | Barry Baltus          | NTS         | 10      | Caída     | 29       |        |
| Ret     | 19  | Lorenzo Dalla Porta   | Kalex       | 5       | Caída     | 9        |        |
| Ret     | 75  | Albert Arenas         | Boscoscuro  | 1       | Retirado  | 19       |        |
| Ret     | 9   | Jorge Navarro         | Boscoscuro  | 0       | Caída     | 14       |        |
| DNS     | 7   | Lorenzo Baldassarri   | MV Agusta   |         | No corrió |          |        |
| 1. 2.   |     |                       |             |         |           |          |        |
| Fuente: |     |                       |             |         |           |          |        |

### Resultados Moto3
| Pos.    | N.º | Piloto             | Constructor | Vueltas | Tiempo    | Parrilla | Puntos |
| ------- | --- | ------------------ | ----------- | ------- | --------- | -------- | ------ |
| 1       | 11  | Sergio García      | Gas Gas     | 23      | 37:10.345 | 13       | 25     |
| 2       | 53  | Deniz Öncü         | KTM         | 23      | +0.027    | 5        | 20     |
| 3       | 7   | Dennis Foggia      | Honda       | 23      | +0.346    | 8        | 16     |
| 4       | 37  | Pedro Acosta       | KTM         | 23      | +0.394    | 7        | 13     |
| 5       | 55  | Romano Fenati      | Husqvarna   | 23      | +0.462    | 1        | 11     |
| 6       | 5   | Jaume Masiá        | KTM         | 23      | +0.794    | 4        | 10     |
| 7       | 17  | John McPhee        | Honda       | 23      | +1.331    | 14       | 9      |
| 8       | 28  | Izan Guevara       | Gas Gas     | 23      | +1.440    | 10       | 8      |
| 9       | 40  | Darryn Binder      | Honda       | 23      | +2.399    | 17       | 7      |
| 10      | 27  | Kaito Toba         | KTM         | 23      | +6.135    | 12       | 6      |
| 11      | 24  | Tatsuki Suzuki     | Honda       | 23      | +6.602    | 2        | 5      |
| 12      | 12  | Filip Salač        | KTM         | 23      | +14.716   | 16       | 4      |
| 13      | 82  | Stefano Nepa       | KTM         | 23      | +14.920   | 9        | 3      |
| 14      | 52  | Jeremy Alcoba      | Honda       | 23      | +21.668   | 3        | 2      |
| 15      | 19  | Andi Farid Izdihar | Honda       | 23      | +21.976   | 24       | 1      |
| 16      | 99  | Carlos Tatay       | KTM         | 23      | +22.147   | 15       |        |
| 17      | 20  | Lorenzo Fellon     | Honda       | 23      | +22.161   | 22       |        |
| 18      | 92  | Yuki Kunii         | Honda       | 23      | +22.198   | 19       |        |
| 19      | 54  | Riccardo Rossi     | KTM         | 23      | +22.363   | 11       |        |
| 20      | 2   | Gabriel Rodrigo    | Honda       | 23      | +24.454   | PL       |        |
| 21      | 38  | David Salvador     | Honda       | 23      | +24.706   | 18       |        |
| 22      | 73  | Maximilian Kofler  | KTM         | 23      | +25.129   | 23       |        |
| 23      | 22  | Elia Bartolini     | KTM         | 23      | +34.520   | 25       |        |
| Ret     | 31  | Adrián Fernández   | Husqvarna   | 11      | Retirado  | 21       |        |
| Ret     | 71  | Ayumu Sasaki       | KTM         | 5       | Caída     | 6        |        |
| Ret     | 16  | Andrea Migno       | Honda       | 0       | Caída     | 20       |        |
| DNS     | 6   | Ryusei Yamanaka    | KTM         |         | No corrió |          |        |
| 1. 2.   |     |                    |             |         |           |          |        |
| Fuente: |     |                    |             |         |           |          |        |

### Resultados MotoE
| Pos.    | N.º | Piloto             | Constructor | Vueltas | Tiempo    | Parrilla | Puntos |
| ------- | --- | ------------------ | ----------- | ------- | --------- | -------- | ------ |
| 1       | 3   | Lukas Tulovic      | Energica    | 5       | 8:06.619  | 2        | 25     |
| 2       | 51  | Eric Granado       | Energica    | 5       | +0.839    | 13       | 20     |
| 3       | 77  | Dominique Aegerter | Energica    | 5       | +1.145    | 8        | 16     |
| 4       | 54  | Fermín Aldeguer    | Energica    | 5       | +1.163    | 1        | 13     |
| 5       | 78  | Hikari Okubo       | Energica    | 5       | +1.892    | 4        | 11     |
| 6       | 61  | Alessandro Zaccone | Energica    | 5       | +2.371    | 5        | 10     |
| 7       | 40  | Jordi Torres       | Energica    | 5       | +2.424    | 7        | 9      |
| 8       | 11  | Matteo Ferrari     | Energica    | 5       | +4.805    | 3        | 8      |
| 9       | 21  | Kevin Zannoni      | Energica    | 5       | +5.199    | 11       | 7      |
| 10      | 68  | Yonny Hernández    | Energica    | 5       | +5.510    | 9        | 6      |
| 11      | 9   | Andrea Mantovani   | Energica    | 5       | +7.068    | 15       | 5      |
| 12      | 71  | Miquel Pons        | Energica    | 5       | +8.296    | 10       | 4      |
| 13      | 19  | Corentin Perolari  | Energica    | 5       | +11.430   | 12       | 3      |
| 14      | 80  | Jasper Iwema       | Energica    | 5       | +12.233   | 16       | 2      |
| 15      | 43  | Stefano Valtulini  | Energica    | 5       | +14.950   | 17       | 1      |
| 16      | 14  | André Pires        | Energica    | 5       | +15.561   | 18       |        |
| 17      | 6   | María Herrera      | Energica    | 5       | +20.214   | 14       |        |
| 18      | 18  | Xavier Cardelús    | Energica    | 5       | +1:24.945 | 6        |        |
| 1.      |     |                    |             |         |           |          |        |
| Fuente: |     |                    |             |         |           |          |        |